# Club Atlético Huracán 2008-2009
Questa voce raccoglie le informazioni riguardanti il Club Atlético Huracán nelle competizioni ufficiali della stagione 2008-2009.

## Rosa
| N. |                      | Ruolo | Calciatore         |
| -- | -------------------- | ----- | ------------------ |
| 1  | Argentina (bandiera) | P     | Alejandro Limia    |
| 1  | Colombia (bandiera)  | P     | David González     |
| 2  | Argentina (bandiera) | D     | Paolo Goltz        |
| 3  | Argentina (bandiera) | D     | Carlos Arano       |
| 4  | Argentina (bandiera) | D     | Carlos Araujo      |
| 5  | Argentina (bandiera) | C     | Gastón Esmerado    |
| 6  | Argentina (bandiera) | D     | Matías Manrique    |
| 6  | Argentina (bandiera) | D     | Ezequiel Filipetto |
| 7  | Argentina (bandiera) | A     | Carlos Casartelli  |
| 7  | Uruguay (bandiera)   | A     | Leonardo Medina    |
| 8  | Argentina (bandiera) | C     | Leandro Díaz       |
| 9  | Argentina (bandiera) | A     | Hernán Barcos      |
| 10 | Argentina (bandiera) | C     | Germán Castillo    |
| 10 | Argentina (bandiera) | C     | Alan Sánchez       |
| 11 | Venezuela (bandiera) | C     | César González     |
| 12 | Argentina (bandiera) | P     | Lucas Calviño      |
| 13 | Argentina (bandiera) | D     | Diego Herner       |

| N. |                      | Ruolo | Calciatore          |
| -- | -------------------- | ----- | ------------------- |
| 14 | Argentina (bandiera) | C     | Sergio Meza Sánchez |
| 15 | Argentina (bandiera) | D     | Kevin Cura          |
| 16 | Argentina (bandiera) | C     | Javier Pastore      |
| 17 | Argentina (bandiera) | A     | Ariel Cólzera       |
| 18 | Argentina (bandiera) | C     | Patricio Toranzo    |
| 19 | Argentina (bandiera) | C     | Hugo Barrientos     |
| 19 | Argentina (bandiera) | A     | Federico Nieto      |
| 20 | Argentina (bandiera) | A     | Matías Defederico   |
| 21 | Argentina (bandiera) | C     | Iván Nadal          |
| 22 | Argentina (bandiera) | P     | Gastón Monzón       |
| 23 | Argentina (bandiera) | C     | Luciano Nieto       |
| 24 | Argentina (bandiera) | A     | Matías Gigli        |
| 25 | Argentina (bandiera) | C     | Eduardo Domínguez   |
| 26 | Argentina (bandiera) | C     | Gastón Beraldi      |
| 28 | Argentina (bandiera) | C     | Mario Bolatti       |
| 29 | Argentina (bandiera) | C     | Daniel Medina       |

## Statistiche

### Statistiche di squadra
| Competizione                | Punti | In casa | In casa | In casa | In casa | In casa | In casa | In trasferta | In trasferta | In trasferta | In trasferta | In trasferta | In trasferta | Totale | Totale | Totale | Totale | Totale | Totale | DR  |
| Competizione                | Punti | G       | V       | N       | P       | Gf      | Gs      | G            | V            | N            | P            | Gf           | Gs           | G      | V      | N      | P      | Gf     | Gs     | DR  |
| --------------------------- | ----- | ------- | ------- | ------- | ------- | ------- | ------- | ------------ | ------------ | ------------ | ------------ | ------------ | ------------ | ------ | ------ | ------ | ------ | ------ | ------ | --- |
| Primera División - Apertura | 20    | 9       | 4       | 1       | 4       | 8       | 13      | 10           | 1            | 4            | 5            | 10           | 16           | 19     | 5      | 5      | 9      | 18     | 29     | -11 |
| Primera División - Clausura | 38    | 10      | 8       | 0       | 2       | 22      | 8       | 9            | 4            | 2            | 3            | 13           | 11           | 19     | 12     | 2      | 5      | 35     | 19     | +16 |
| Totale                      | 58    | 19      | 12      | 1       | 6       | 30      | 21      | 19           | 5            | 6            | 8            | 23           | 27           | 38     | 17     | 7      | 14     | 53     | 48     | +5  |